# Stefania ayangannae
Stefania ayangannae es una especie de anfibio anuro de la familia Hemiphractidae.

## Distribución geográfica
Esta especie es endémica de Guyana. Habita en las montañas de Pacaraima entre los 1490 y 1550 metros sobre el nivel del mar en el Monte Ayanganna y entre los 1234 y 1411 m s. n. m. en el Monte Wokomung.

## Etimología
Se le dio el nombre de su especie en referencia al lugar de su descubrimiento, el Monte Ayanganna.

## Publicación original
- MacCulloch & Lathrop, 2002 : Exceptional diversity of the genus Stefania (Anura: Hylidae) on Mount Ayanganna, Guyana; three new species and new distributional records. Herpetologica, vol. 58, n.º 3, p. 327-346.[5]